# Зильберман, Серж
Серж Зильберман (фр. Serge Silberman; 1 мая 1917, Лодзь — 22 июля 2003, Париж) — французский кинопродюсер.

## Биография
Зильберман родился в Лодзи (в то время — оккупированная Германией территория Российской империи) в еврейской семье. Он пережил Освенцим, где погибла его семья. После войны Зильберман поселился в Париже и начал работать в кинопроизводстве. Одной из первых картин, спродюсированных Зильберманом, стал «Боб — прожигатель жизни» Жан-Пьера Мельвиля (1956).
В 1963 году испанский актёр Фернандо Рей познакомил Зильбермана с режиссёром Луисом Бунюэлем. Бунюэль, Зильберман и сценарист Жан-Клод Каррьер, которого представил Бунюэлю Зильберман, вместе создали шесть фильмов, которые образовали завершающий и один из наиболее плодотворных этапов карьеры режиссёра. Первым из них был «Дневник горничной» (1964), в котором по инициативе Зильбермана главную роль сыграла Жанна Моро. «Дневная красавица» выиграла «Золотого льва», а «Скромное обаяние буржуазии» — «Оскар» за лучший фильм на иностранном языке.
Самым коммерчески успешным фильмом Зильбермана стал дебют французского режиссёра Жан-Жака Бенекса «Дива» (1981). Успешный прокат «Дивы» в США позволил Зильберману вложить средства в масштабную историческую драму Акиры Куросавы «Ран» (1985), на тот момент — самый дорогой фильм в истории Японии.
В 1988 году Зильберман получил почётный «Сезар».